# Dietrich IV. von Schönberg

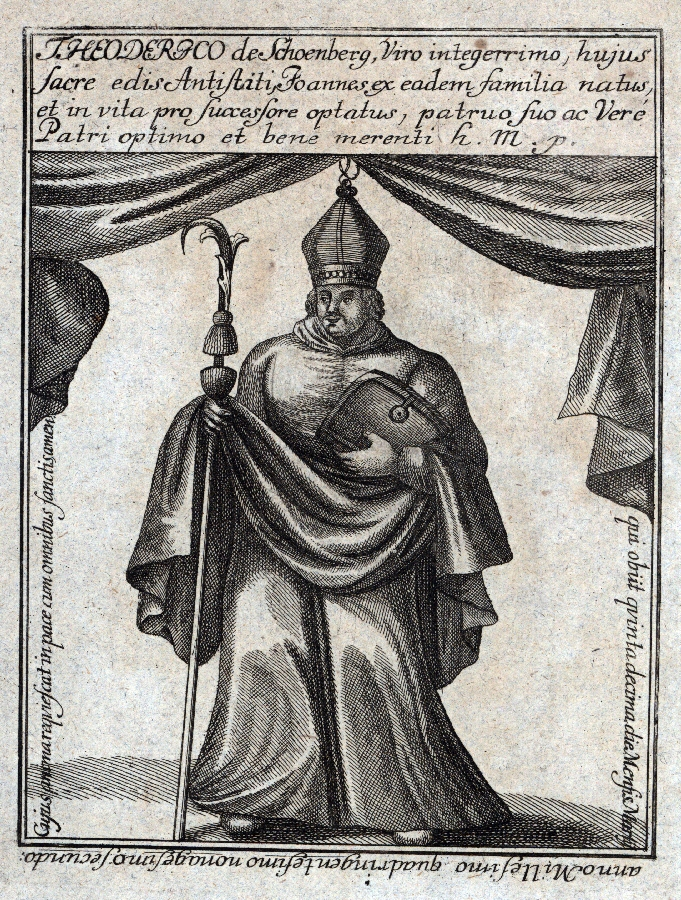
Dietrich IV. von Schönberg

Dietrich IV. von Schönberg (* 1410 oder 1411; † 15. März 1492 wahrscheinlich in Zeitz) war 1465 Rektor der Universität Leipzig und von 1481 bis 1492 Bischof von Naumburg.

## Herkunft
Dietrich IV. stammte aus der Familie von Schönberg, die in den Bistümern Naumburg und Meißen mehrfach Bischöfe stellte. Er war der Sohn des Ritters Hans von Schönberg († 1448) auf der Sachsenburg, Rat und Hofmeister des Kurfürsten Friedrich II. und Jutta, einer geborenen von Hirschfeld.

## Leben
Dietrich war seit 1435 Domherr in Naumburg. Er studierte an der Universität Leipzig und war 1465 deren Rektor. Dietrich war außerdem Domherr in Meißen, Propst in Bautzen und Dompropst in Meißen. Die Ämterhäufung erforderte die Zustimmung des Papstes, die an Bedingungen geknüpft war. Als Bischof sah sich Dietrich IV. bereits 1483 gezwungen, sich einen Koadjutor zur Seite zu stellen. Der spätere Weihbischof Heinrich zu Zeitz wurde vom Bischof bevorzugt, der Papst ernannte jedoch seinen Neffen Johann, der dann auch sein Nachfolger wurde. Als Bischof setzte er das ertragreiche Geschäft des Silberbergbaus auf dem Schneeberg fort. Der Bischof starb nach längerer Krankheit. Bronzeteile seines Grabmals sind im Naumburger Dom erhalten geblieben.